# Michael Whelan
Pour les articles homonymes, voir Whelan.
Michael Whelan, né le 29 juin 1950 à Culver City (Californie), est un peintre et illustrateur américain de science-fiction, d'heroic fantasy et de gore.

## Biographie
Son père est technicien dans l'aviation, ce qui inspire à son fils Michael une passion pour les progrès des voyages aériens et spatiaux. Michael Whelan a étudié au Rocky Mountain College of Art de Denver. En 1974 il poursuit sa formation au The art Center college of Design de Los Angeles.
Certaines de ses peintures, se rapportant à la fantasy, ont servi à illustrer à la fois des éditions du cycle d’Elric de Michael Moorcock, et des pochettes d’album du groupe Cirith Ungol, pour qui le héros de Moorcock constitue une source d’inspiration.
En 1984, il réalise la pochette de l'album Victory des The Jacksons, le groupe de Michael Jackson et en 1993 celle de l'album Bat Out of Hell II: Back Into Hell de Meat Loaf. 
Son style gore s’aperçoit sur les pochettes d'albums de Death/Thrash Metal. Il réalise la pochette d'album "Cause of Death" d'Obituary en 1990. Il réaliste nombre des illustrations de pochette d'albums de Sepultura avec notamment les albums "Beneath the Remains", "Arise", "Chaos AD", "Roots" respectivement en 1989, 1991, 1993, 1996, la pochette des singles Dead Embryonic Cells et Under Siege (Regnum Irae) de Sepultura en 1991. Il collabore également avec Demolition Hammer avec la pochette d'album "Epidemic of Violence".

## Œuvres
- Dragon Lord
- Dragon Fire
- Dragon Flight
- Dragon Lake
- Dragons Bans
- Amazing Dragon
- Friday, Robert A. Heinlein (Cover book)
- The Up Lift War, David Brin (Cover book)
- Brightness Reef, David Brin (Cover book)
- For Love of Mother-Not Alan Dean foster W.G. Armintrout (Cover book)
- The Wayfarer and the Evening Star, (acrylique/toile)
- Armenia 1990
- Climber 1992
- Glimpse 1992
- Chasm 2000
- Erosion
- Equanimity 2000
- Causeway 2000
- The End Of Nature V 2000
- Goldwing 2001
- Goldfish 2001
- Lumen 6 2001 & Lumen 6.2 2001

## Récompenses
- Prix Hugo:
  - 12 "Best Professional Artist"
  - 1 "Best Original Artwork"
  - 3 "Best Nonfiction Book" (Wonderworks, Michael Whelan's Works of Wonder and The Art of Michael Whelan: Scenes / Visions)
  - "SuperHugo" presented at the 50th Worldcon (1992) for Best Artist of the Last 50 Years (not considered an official Hugo award)
- 3 Prix World Fantasy "Best Artist" (1981, 1982, & 1983)
- 12 Chesley Awards the Association of Science Fiction & Fantasy Artists (ASFA)
- Allied Artists of America's Grumbacher Gold Medal (1994) for his painting, Climber
- Society of Illustrators' Gold Medal (1997) for his digital painting, Crux Humanis
- Member of the advisory board of Science Fiction Museum and Hall of Fame
- Member of the advisory board of for Western Connecticut State University Master of Fine Arts program
- Artist Guest of Honor at BucConeer, the 1998 World Science Fiction Convention in Baltimore
- Spectrum Grand Master 11 (2004)"Michael R. Whelan".
- Prix Solstice 2011